# Cobla Orquestra Victors
Cobla Orquestra Víctors fou una orquestra de jazz nascuda a Sant Feliu de Guíxols a l'agost del 1939.

## Naixement i història
Poc temps després de l'acabament de la guerra civil espanyola, naixia a Sant Feliu de Guíxols, l'Orquestra Victors, gestada inicialment a la Taverna de Ca la Paleta i consolidada posteriorment al carrer de la Volta nr. 6, pels seus fundadors Valentí Rourich, Miquel Jacomet i Joan Dispès, conegut popularment com en Dispés del Café Debray
L'Orquestra estava formada pels següents músics guixolencs: Valentí Rourich, Ramón Pla i Miquel Jacomet, saxòfons; Joan Dispés, trombó de vares i violí; Joan Pujol, trompeta i violí; Arcadi Berga, contrabaix; Arseni Roig, piano; Josep Isern i el calongí Noé, trompeta.
El nom que s'havia pensat inicialment per aquest orquestra era Jadri’s però no va passar la censura de les autoritats de l'època, ja que aquests varen al·legar certa connotació fonética estrangera, gens recomanable en aquells moments. Fou el guixolenc Narcís Masferrer Buixó”Narmas" qui va proposar el nom de Victor’s que sí que fou ben rebut per les autoritats, entenent que feia referència a la “victòria falangista”.
El seu debut oficial va tenir lloc a primers d'agost a la terrassa del casino “El Guixolense”, on es va organitzar una mini Festa Major que va congregar una gran munió de gent per primera vegada després de l'acabament de la guerra civil.
L'Orquestra Victors va assolir una gran popularitat entre el públic guixolenc en aquells molt difícils moments que es vivien de postguerra i aquesta popularitat es va veure incrementada per l'acompanyament de gags còmics durant les seves representacions - fins aleshores inèdits en una orquestra tradicional – en què els components de l'orquestra es vestien amb disfresses de paper i tocaven al mateix temps que representaven paròdies teatrals.
L'orquestra es va consolidar a partir del 1940 i va passar a ser una de les formacions més contractades de les comarques gironines, va actuar a la Bisbal, Cassà de la Selva, Figueres, les comarques barcelonines i algunes poblacions dels Pirineus Orientals francesos.
Entre el 1940 i el 1950 alguns dels seus components van abandonar la formació a la recerca de noves oportunitats professionals, com va ser el cas de Valentí Rourich Nadal que marxà a viure a Barcelona el 1942. S'hi varen incorporar nous músics en substitució d'aquest últim i del profesor Noé i Jacomet, que també havien abandonat el grup, tot i que el professor Jacomet s'hi tornaria a incorporar l'any 1948.
Fins a la seva desaparició definitiva l'any 1957, l'Orquestra Victors va gaudir d'una gran popularitat, reafirmant-se com una important cobla-orquestra de jazz, deixant enrere les seves entranyables actuacions còmiques, convertint-se així en una de les formacions més importants de la comarca.